# Vergrößernde Sehhilfen

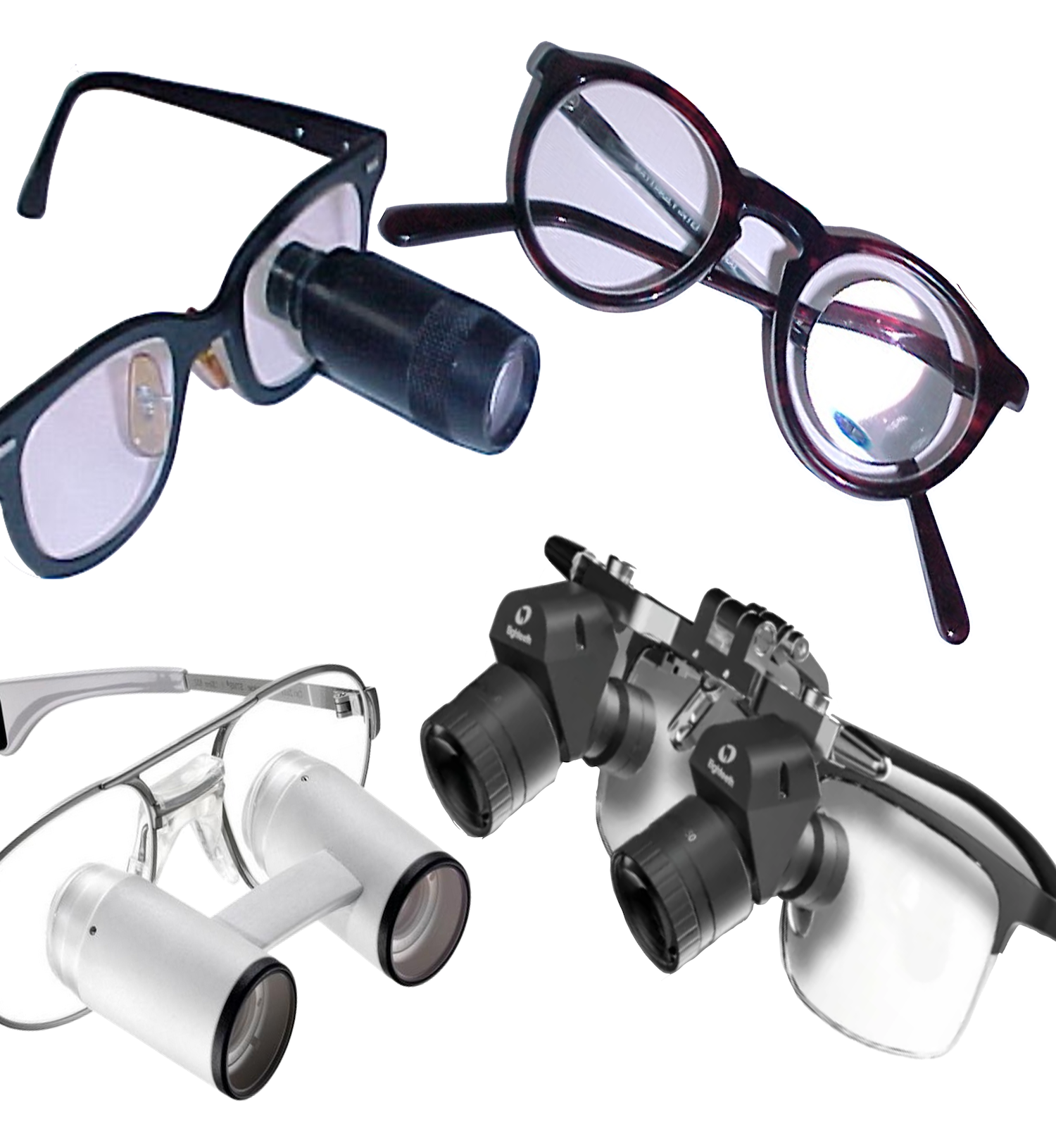
Vergrößernde Sehhilfen in unterschiedlichen Ausführungen.

Vergrößernde Sehhilfen (VSH) sind optische oder elektronische Instrumente, die dazu dienen die Abbildung eines Objektes auf der Netzhaut zu vergrößern. In der Augenheilkunde, Orthoptik und Optometrie gelten VSH als Sehhilfen für die optische Rehabilitation von Personen mit angeborener oder erworbener herabgesetzter Sehschärfe. Zahlreiche VSH kommen aber auch bei Personen bestimmter Berufsgruppen ohne Einschränkung der Sehschärfe zum Einsatz wie zum Beispiel Zahnärzte, Restauratoren, Uhrmacher und dergleichen mehr. In allen Anwendungen wird die Abbildung eines Objektes vergrößert und führt somit zu einem vergrößerten Netzhautbild.  Eine gute Abbildungsqualität des Instrumentes erhöht zusätzlich das Auflösungsvermögen.

## Indikation für VSH
Verursacht eine Sehbehinderung eine Einschränkung der selbstständigen Bewältigung alltäglicher Aufgaben, dann können VSH eine erhebliche Hilfestellung für betroffene Menschen sein. Makuladegeneration, Diabetische Retinopathie, Retinitis Pigmentosa, Optikusatrophie, Morbus Stargardt, Glaukom und einige andere Erkrankungen führen zu einer Verminderung der Sehschärfe. Dabei handelt es sich meistens um altersbedingte Erkrankungen die immer einer augenärztlicher Behandlung bedürfen. Je früher diese Erkrankungen erkannt und behandelt werden, umso wahrscheinlicher ist es, dass die Sehbehinderung geringer ausfällt. Der häufigste Wunsch betroffener Patienten ist die Wiederermöglichung des Lesens. Ein praktikables Vergrößerungssystem zur Benutzung beim Blick in die Ferne in Bewegung ist nicht umsetzbar. Eine Verbesserung beim Fernsehen ist einfach und kostengünstig möglich, die Lösung ist die Verringerung des Abstandes zum Fernseher oder der Kauf eines größeren Fernsehgerätes. Hauptanwendung für VSH ist die Nähe. Kann eine betroffene Person mit der besten Lesebrille Buch- oder Zeitungsdruck nicht mehr lesen, Großdruck wie Überschriften und Schlagzeilen aber schon, dann ist die Prognose für eine funktionierende Versorgung mit VSH sehr gut.

## Deutliche Sehweite
In der geometrisch-physikalischen Optik bezeichnet man als deutliche Sehweite einen Objektabstand von 250 mm als Bezugssehweite zum deutlichen Nahsehen. Um ein Objekt in 250 mm deutlich zu sehen, muss eine Akkommodation von 4 dpt aktiviert werden und bei einem Augenabstand von 60 mm eine Konvergenz von 24 cm/m aufgebracht werden. Akkommodation und Konvergenz sollte von allen Personen vor Eintritt einer Presbyopie anstrengungsfrei aufzubringen sein. Mit der deutlichen Sehweite ergib sich auch die einfache Lupenformel V = D/4 als Vergleichsentfernung für die Vergrößerung. Mit einer Lupe von 8 dpt erreicht man also eine Vergrößerung von 2x. Es erscheint das betrachtete Objekt doppelt so groß als in der deutlichen Sehweite von 250 mm.

## Vergrößerung durch Annäherung

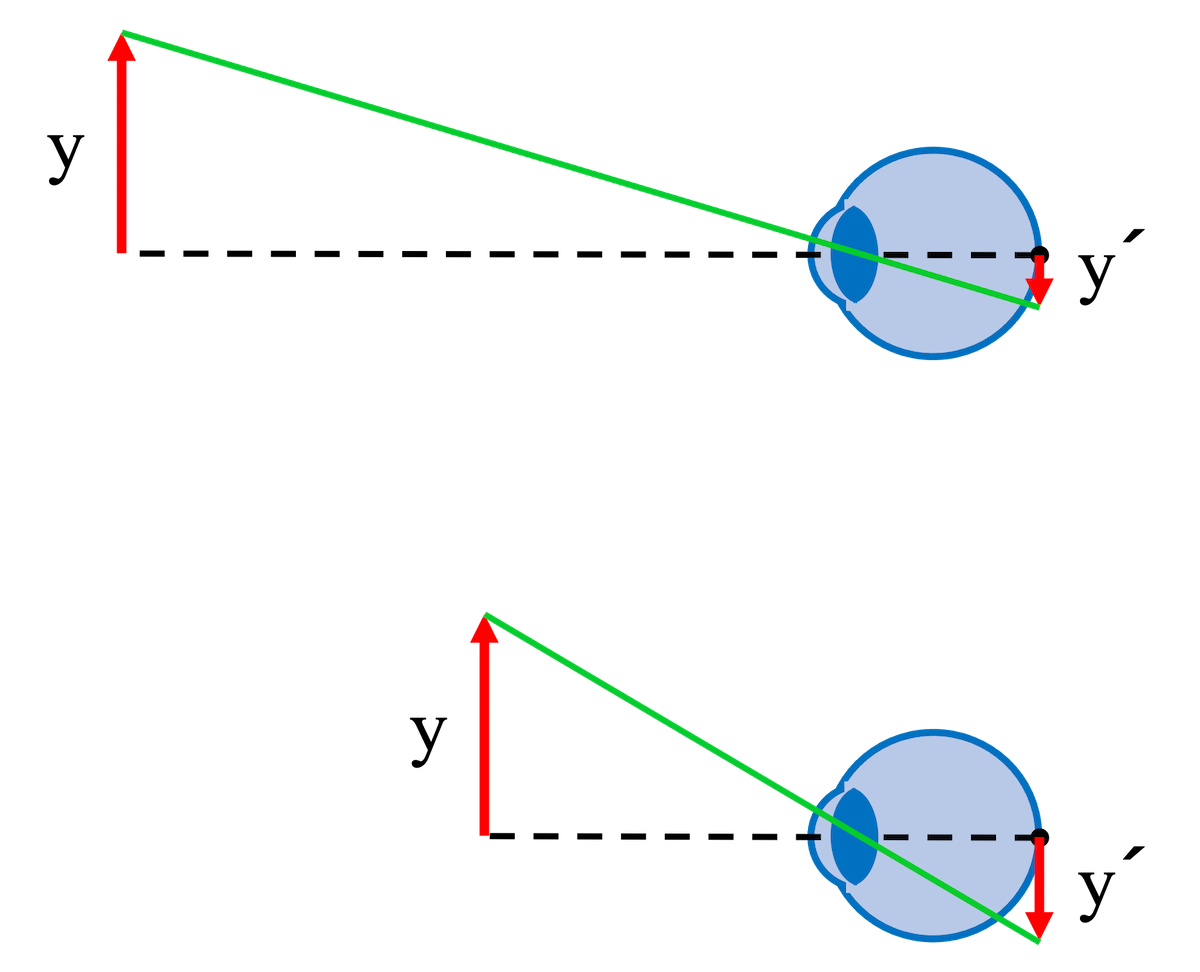
Vergrößerung des Netzhautbildes durch Annäherung.

Die einfachste und natürlichste Möglichkeit ein Objekt deutlicher zu sehen ist die Annäherung. Durch Annäherung erscheint das Objekt unter einem größeren Winkel. Befindet sich ein Objekt in einem Abstand von 100 cm vor dem Auge und man verkürzt nun den Objektabstand auf 50 cm, dann vergrößert sich das Netzhautbild auf die doppelte Größe. Die genaue Größe des Netzhautbildes ist jedoch nicht direkt messbar, sondern nur mathematisch mit komplexeren Parametern wie Einfallswinkel und Brennweite des Auges unter Berücksichtigung eventueller Fehlsichtigkeiten ermittelbar. In der Praxis gilt zur einfachen Berechnung der Vergrößerung durch Annäherung:  
Objektabstand halbieren = Netzhautbild verdoppelt 
Bei Personen mit Sehbeeinträchtigung wird Vergrößerung durch Annäherung zum Beispiel beim Fernseher angewandt. Befindet sich der Fernseher in 3 m Entfernung und man verkürzt auf 1,5 m, dann hat man praktisch eine Vergrößerung V=2x. Reduziert man den Leseabstand von 50 cm auf 25 cm, dann erreicht man ebenso V=2x. Reicht die Naheinstellung des Auges (Akkommodation) nicht aus um in 25 cm scharf zu sehen, dann muss mit einem entsprechenden Nahzusatz optisch korrigiert werden. Eine Addition zum Fernwert bis 4,0 dpt zur Korrektion einer Presbyopie gilt als normaler Nahzusatz, über 4,0 dpt als erhöhter Nahzusatz oder Hyperokular.

## Hyperokular, Lupen, Lupenbrillen

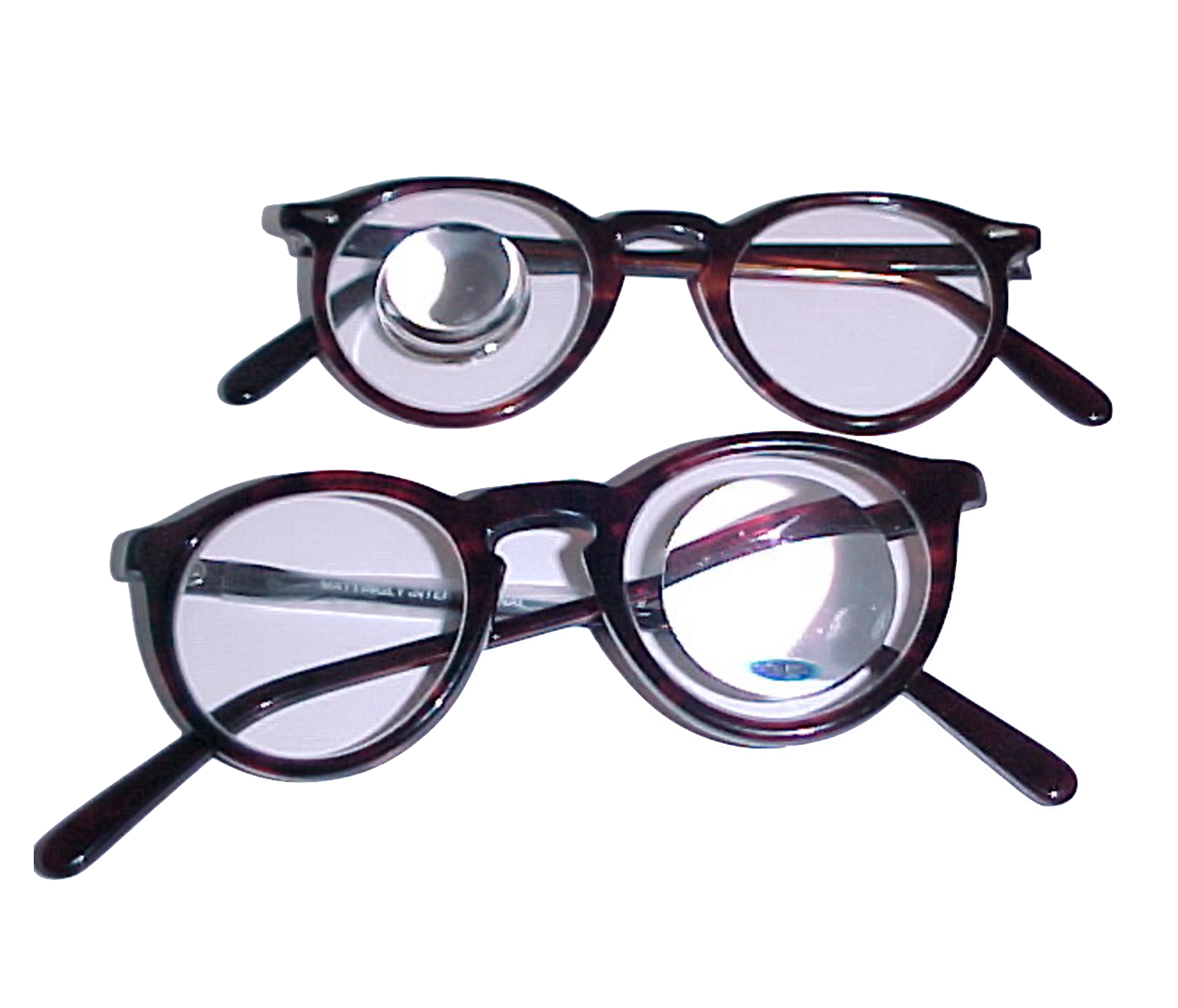
Monokular ausgeführte Lupenbrille. Bei manchen Herstellern unter der Bezeichnung Hyperokular geführt.

### Hyperokular
Als Hyperokular (erhöhter Nahzusatz) versteht man Nahzusätze ab 4,0dpt. Diese können als Einstärken- oder Bifokalgläser ausgeführt sein. Je nach Indikation kann eine Versorgung mit Hyperokular in monokularer oder binokularer Bauart ausgeführt werden. Der Arbeitsabstand bei Anwendung eines Hyperokulars entspricht immer dem Kehrwert der in Meter gemessenen Brennweite respektive als Näherungswert dem Kehrwert des Scheitelbrechwertes. Bei einem Vergrößerungsbedarf von V 3x hat das Hyperokular einen Scheitelbrechwert von +12 dpt, das ergibt eine Arbeitsabstand von 8,3 cm. Für eine binokulare Versorgung V 3x muss bedacht werden, dass die notwendige Konvergenz möglicherweise nicht mehr aufgebracht werden kann. Monokulare Versorgungen sind auch mit höheren Vergrößerungen möglich. Für binokulare Ausführungen empfiehlt sich zur Addition eine prismatische Konvergenzunterstützung als Lesebrille ausgeführt. Für die Berechnung der Prismen gilt allgemein:
Pro dpt Nahzusatz = 1cm/m Basis innen pro Seite
Die Versorgung mit erhöhtem Nahzusatz kann bis V 3x mit normalen Brillengläser ausgeführt werden. Diese müssen bei binokularer Versorgung nach der Augendrehpunktsforderung eingearbeitet werden, damit erreicht man eine sehr gute Abbildungsqualität bei geringen Kosten. Bei höheren Vergrößerungsbedarf empfiehlt sich die Anwendung spezieller, als Hyperokular bezeichnete Brillengläser die aufgrund ihrer speziellen Flächengestaltung zu einer besseren Abbildungsqualität führen.
Eine zusätzliche Versorgungsmöglichkeit für betroffene Personen mit hoher Mobilität ist eine bifokale Ausführung. Dabei wird das besser sehenden Auge versorgt, wegen des geringen Arbeitsabstandes wird das Nahteil nach außen zentriert (rechtes Glas für links und umgekehrt).

### Lupen
Lupen und Lesegläser sind die meist benutzten vergrößernden Sehhilfen. Als Lupen versteht man in der Optik jene ein- oder mehrlinsigen Systeme (Achromat), die beim Durchblick eine möglichst natürliche Perspektive des Objektes wiedergeben. Um das zu erreichen, wird die Lupe nahe zum Auge genommen, der Abstand Auge-Lupe ist geringer als der Abstand Lupe-Objekt. Wird so ein Würfel betrachtet, dann erscheint dieser in seiner natürlichen Perspektive. Ist der Abstand Auge-Lupe größer als Lupe-Objekt, dann erscheinen zusätzlich zur betrachteten Oberfläche des Würfels auch seine Seitenflächen.
Mit Lesegläser betrachtet man Text auf flachem Papier, daher ist die natürliche Perspektive unwichtig. Bei Benutzung von Lesegläser ist der Abstand Auge-Leseglas größer als der Abstand Leseglas-Lesegut. Lesegläser sind meistens einlinsig ausgeführt. Zur Reduzierung von Abbildungsfehler haben Lesegläser eine stärker gekrümmte und eine schwächer gekrümmte Fläche. Die stärker gekrümmte Fläche ist oft asphärisch ausgeführt. Die stärker gekrümmte Fläche ist Richtung Auge gerichtet.

## Fernrohrbrillen, Fernrohrlupenbrillen

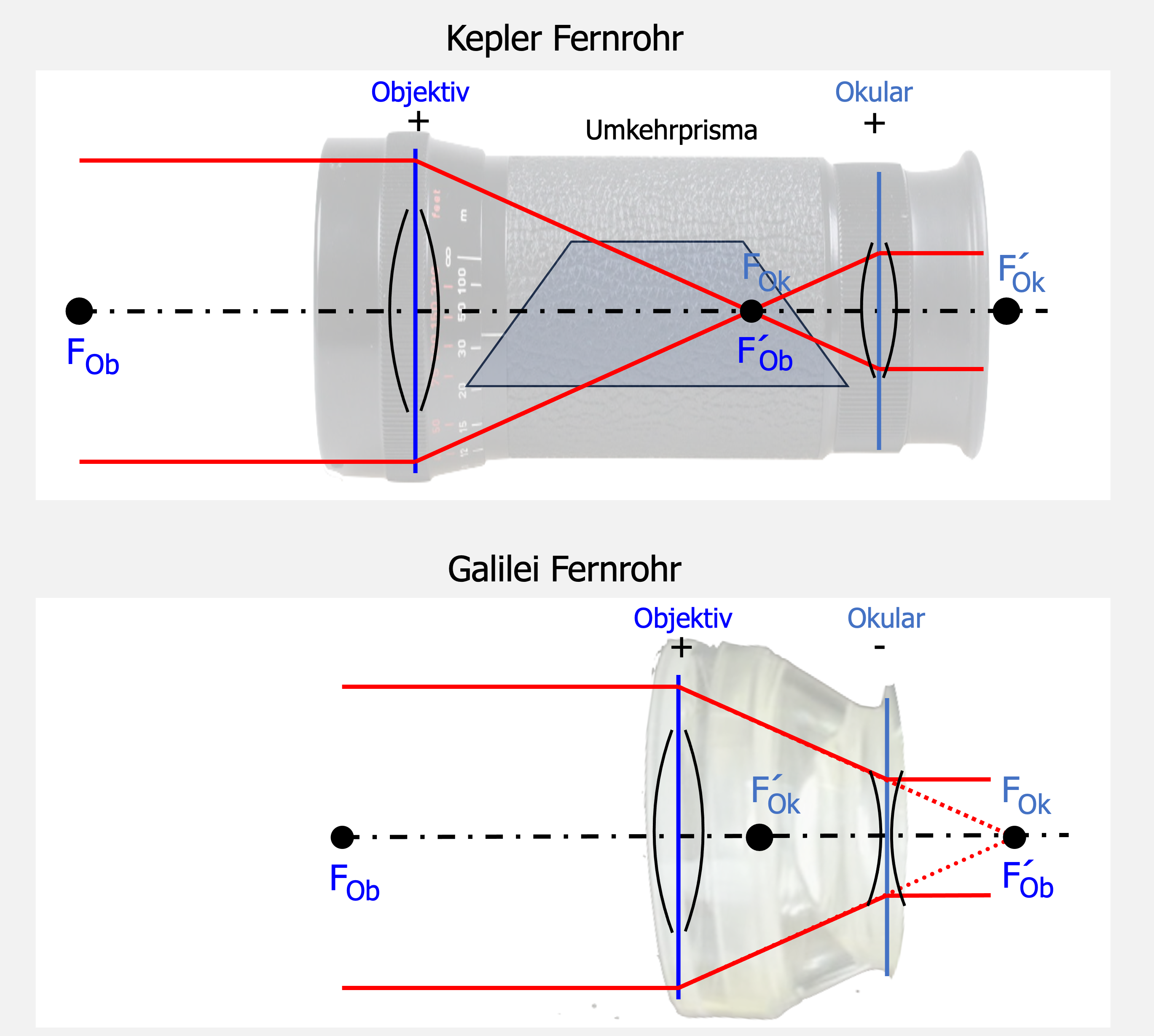
Oberes Bild zeigt einen Strahlengang durch ein Kepler-Fernrohr, das Umkehrprisma ist schematisch dargestellt und im Strahlenverlauf unberücksichtigt. Unters Bild zeigt einen Strahlengang durch ein Galilei-Fernrohr.

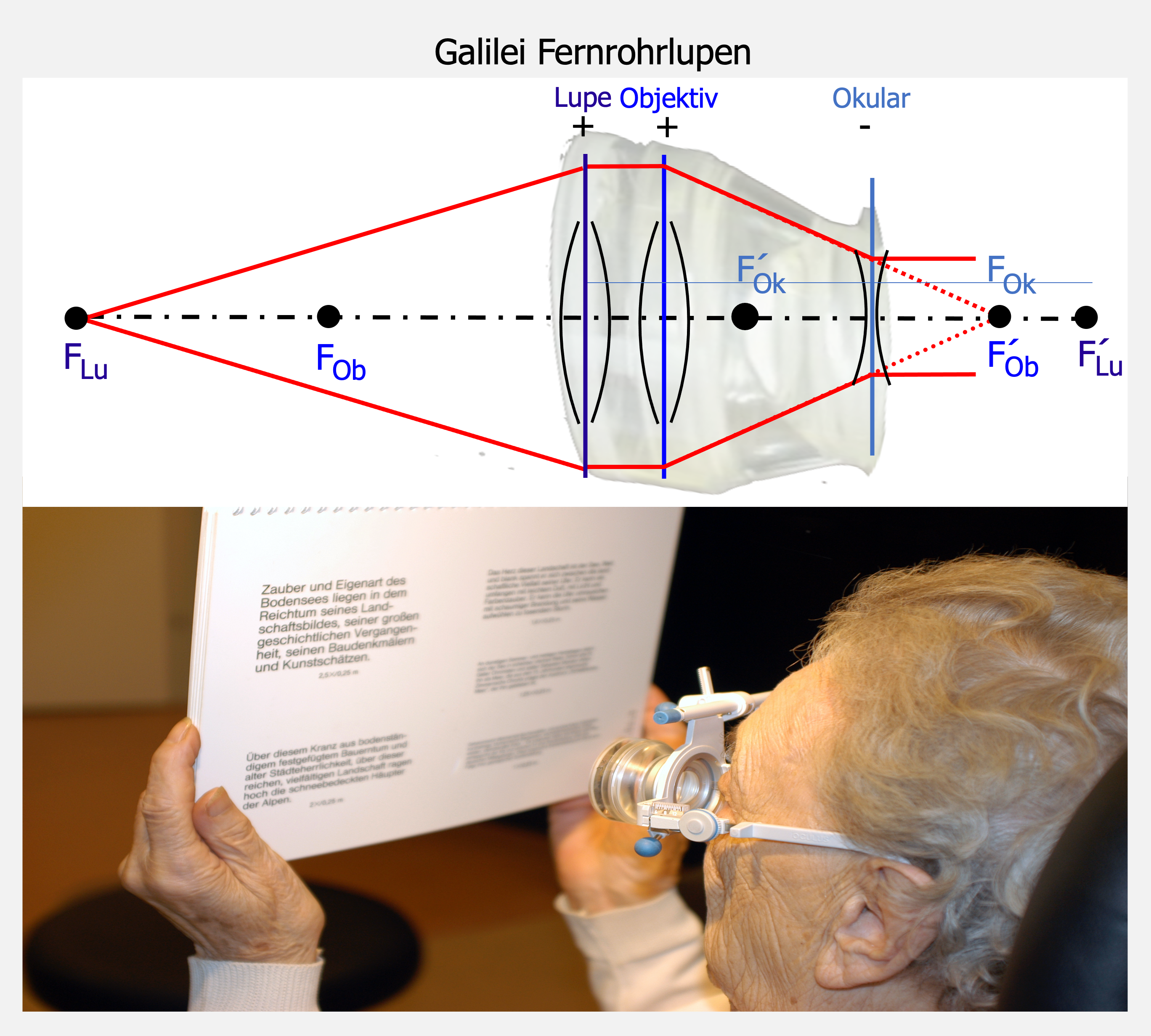
Oberes Bild: Strahlengang durch eine Fernrohrlupenbrille Galilei-System. Unteres Bild: Praktischer Gebrauch einer Galilei-Fernrohrlupe.

Bei Fernrohrbrillen handelt es sich um terrestrische Fernrohre in Kepler- oder Galilei-Bauart welche in Brillen als Trägersystem montiert sind. Die Hersteller müssen Baulänge, Durchmesser sowie Gewicht der Fernrohre so wählen, dass eine Benützung als Fernrohr- oder Fernrohrlupenbrille möglich ist. Das schränkt die auf die Ferne bezogene Vergrößerung erheblich ein. Fernrohrbrillen in Kepler-Bauart haben eine Vergrößerung bis V 4x (Zeiss V 3,8X). Galilei-Fernrohre haben eine erheblich kürzere Baulänge, die maximale auf die Ferne bezogene Vergrößerung ist bei fast allen Herstellern V 2x.
Mehrheitlich benötigen aber Personen mit Sehbehinderung VSH für die Nähe. Um Fernrohre in der Nähe benützen zu können, werden objektivseitig Lupen entweder als Aufsteckgläser angebracht oder das Objektiv um den dioptrischen Wert der Lupe erhöht. Der Arbeitsabstand bei Fernrohrlupenbrillen ergibt sich aus der Brennweite der objektivseitig angebrachten Lupe. Je höher die Vergrößerung des Fernrohres ist, desto geringer muss die Lupenvergrößerung sein, um die erforderliche Gesamtvergrößerung für die Nähe zu erreichen. Ergibt sich bei einer Person ein Vergrößerungsbedarf von V 6x um Zeitungsdruck wieder lesen zu können, dann ergibt sich bei einem Kepler-System mit V 4x eine notwendige Lupe mit V 2x (+8 dpt) und bei einem Galilei-System mit V 2x eine objektivseitige Lupe V 4x (+16 dpt). Somit ergibt sich bei einem Kepler-System eine Arbeitsentfernung – 12,5 cm Brennweite der Lupe plus etwa 5 cm Baulänge – von etwa 17,5 cm. Bei einem Galilei-System errechnet sich eine Arbeitsentfernung – 6,25 cm Lupenbrennweite plus etwa 3 cm Baulänge – von etwa 9,25 cm.